# Platycoma curiosa
Platycoma curiosa is een rondwormensoort uit de familie van de Leptosomatidae.